# William H. Seward
William Henry Seward (ur. 16 maja 1801 we Floridzie w stanie Nowy Jork, zm. 10 października 1872 w Auburn, Nowy Jork) – amerykański prawnik i polityk.
Pełnił między innymi funkcje gubernatora stanu Nowy Jork, senatora Stanów Zjednoczonych z tego stanu i sekretarza stanu Stanów Zjednoczonych.
Wkrótce po objęciu stanowiska sekretarza stanu w rządzie Abrahama Lincolna, uznając prezydenta za politycznego dyletanta, zaproponował w adresowanym do niego 1 kwietnia 1861 r. memoriale przejęcie przez siebie znacznej części uprawnień szefa rządu i pozostawienie Lincolnowi jedynie nominalnego udziału w sprawowaniu władzy. Prezydent grzecznie lecz stanowczo odmówił uczynienia z Sewarda kogoś w rodzaju premiera. W roku 1862 koledzy ministrowie Salmon Chase i Edwin M. Stanton próbowali doprowadzić do dymisji Sewarda, co Lincoln uniemożliwił.
Pod koniec wojny secesyjnej w 1865 roku miała miejsce próba zabicia go jako część zamachu, który pozbawił życia Lincolna. Zamachowiec ciężko ranił syna Sewarda, Fredericka, a samemu Sewardowi zadał kilka ran nożem w okolicy głowy i karku. Seward został ciężko ranny, jednak w przeciwieństwie do Lincolna zamach przeżył. Z tego zdarzenia do końca życia na twarzy pozostały mu blizny.
Popierał projekt rekonstrukcji prezydenta Johsona.
Jako sekretarz stanu odpowiedzialny był między innymi za zakup Alaski przez Stany Zjednoczone od Rosji. Potocznie transakcję tę określano jako „szaleństwo Sewarda” (Seward's folly).
Od jego nazwiska pochodzi nazwa półwyspu Seward na Alasce, a także miejscowości Seward na Alasce, Seward w stanie Kansas oraz Seward w Nebrasce.